# Паљијара (Авелино)
Паљијара је насеље у Италији у округу Авелино, региону Кампанија.
Према процени из 2011. у насељу је живело 660 становника. Насеље се налази на надморској висини од 745 м.